# Hatsan
Hatsan Arms Company — турецьке підприємство, яке виробляє вогнепальну та пневматичну зброю. Експортує свою продукцію в більш ніж 90 країн світу. Девіз компанії «Serious. Solid. Impact» (Серйозний. Твердий. Впливовий).

## Продукція

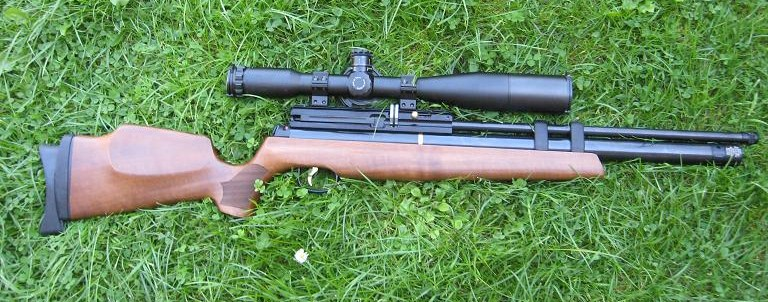
Пневматична зброя Hatsan AT44

Одним з виробів компанії є рушниці серед іншого дробовики серії Escort з рушничним патроном 12/76. Вони випускаються в багатьох варіантах, як з ручним перезаряджанням (помпа), так і самозарядні з трубчастим чи відємним коробчастим магазином. У рушниць є стволи, оброблені так, щоб витримувати тактичні параметри будь-якого патрона з підвищеною навіскою (типу magnum). Також виробляє змінні приклади в залежності від призначення стрілецької зброї, і різні прицільні приладдя.